# Brioschi (cognome)
Brioschi è un cognome di lingua italiana.

## Varianti
Broschi.

## Origine e diffusione
Il cognome è tipicamente lombardo.
Potrebbe derivare dal toponimo Briosco, a sua volta derivato dal germanico briga, "altura", o briva, "ponte".

## Persone
- Emanuele Brioschi (n. 1975) – calciatore italiano
- Francesco Brioschi (1824-1897) – matematico e politico italiano
- Franco Brioschi (1945-2005) – critico letterario italiano